# Humboldt (Nebraska)
Humboldt je grad u američkoj saveznoj državi Nebraska. Prema popisu stanovništva iz 2010. u njemu je živjelo 877 stanovnika.